# Kissology Volume Two: 1978–1991
Kissology Volume Two: 1978-1991 es un DVD publicado por la banda de hard rock Kiss el 14 de agosto de 2007. La versión original contiene tres discos. Las impresiones iniciales del mismo contenían un disco bonus. Algunas versiones contenían una réplica de la entrada del parque de diversiones Magic Mountain de la película Kiss Meets the Phantom of the Park. Este DVD, certificado como multiplatino por la RIAA, es la segunda parte de la serie Kissology, que dio inicio con Kissology Volume One: 1974–1977, publicado en 2006.

## Lista de canciones

### Disco 1
- Land of Hype and Glory con Edwin Newman – 10 de enero de 1978
- Kiss in Attack of the Phantoms European Theatrical Cut - 1979
- The Tomorrow Show con Tom Snyder (parcial) – 31 de octubre de 1979

### Disco 2
- "Shandi" (vídeo musical) – 1980
- CNN Entrevista con Peter Criss – 24 de septiembre de 1980
- Countdown – 21 de septiembre de 1980
- Rockpop – 13 de septiembre de 1980

1. "She’s So European"
2. "Talk to Me"

- KISS Invades Australia – Sydney Showground: Sídney, Australia – 22 de noviembre de 1980 – Unmasked Tour

1. "Detroit Rock City"
2. "Cold Gin"
3. "Strutter"
4. "Shandi"
5. "Calling Dr. Love"
6. "Firehouse"
7. "Talk to Me"
8. "Is That You?"
9. "2,000 Man"
10. "I Was Made for Lovin' You"
11. "New York Groove"
12. "Love Gun"
13. "Drum Solo"/"God of Thunder" (Incompleta)
14. "Rock and Roll All Nite"
15. "Shout It Out Loud"
16. "King of the Night Time World"
17. "Paul Stanley's Solo" + "Black Diamond"

- Fridays – 15 de enero de 1982

1. "The Oath"
2. "A World Without Heroes"
3. "I"

- Top Pop – noviembre de 1982

1. "I Love It Loud"

### Disco 3
- Estadio Maracaná: Río de Janeiro, Brasil 18 de junio de 1983 - Creatures of the Night Tour/10th Anniversary Tour

1. "Creatures of the Night"
2. "Cold Gin"
3. "Calling Dr. Love"
4. "Firehouse"
5. "I Love It Loud"
6. "War Machine"
7. "Black Diamond"

- MTV Special: KISS Unmasking – 18 de septiembre de 1983
- Cascais Hall: Lisboa, Portugal – 11 de octubre de 1983 - Lick It Up World Tour

1. "Creatures of the Night"
2. "Detroit Rock City"

- Spectrum: Philadelphia, PA – 18 de noviembre de 1987 - Crazy Nights World Tour

1. "Love Gun"
2. "Bang Bang You"
3. "Reason to Live"
4. "No, No, No"
5. "Crazy, Crazy Nights"

- The Palace at Auburn Hills: Detroit, MI – 14 de octubre de 1990 – Hot in the Shade Tour

1. "I Stole Your Love"
2. "Deuce"
3. "Heaven’s on Fire"
4. "Crazy Crazy Nights"
5. "Black Diamond"
6. "Shout It Out Loud"
7. "Strutter"
8. "Calling Dr. Love"
9. "I Was Made for Lovin’ You"
10. "Fits Like a Glove"
11. "Hide Your Heart"
12. "Lick It Up"
13. "God of Thunder"
14. "Forever"
15. "Cold Gin"
16. "Tears Are Falling"
17. "I Love It Loud"
18. "Love Gun"
19. "Detroit Rock City"
20. "I Want You"
21. "Rock and Roll All Nite

- Day in Rock – 25 de noviembre de 1991: MTV News excerpt
- Music Video – 1991

1. "God Gave Rock ‘n’ Roll to You II"

- Bonus after the credits

1. Eric Carr in the hospital.

### Disco bonus 1
- Nippon Budokan – Tokio, Japón 21 de abril de 1988 – Crazy Nights Tour

1. "Love Gun"
2. "Cold Gin"
3. "Crazy Crazy Nights"
4. "Heaven's on Fire"
5. "War Machine"
6. "I Love It Loud"
7. "Lick It Up"
8. "I Was Made for Lovin' You"
9. "Detroit Rock City"

### Disco bonus 2

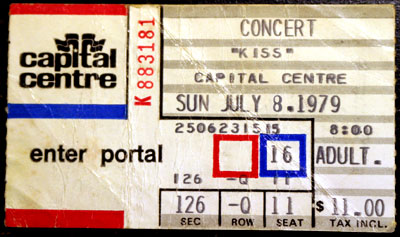
Entrada para un concierto de Kiss en 1979

- Capital Centre, Largo, MD – 8 de julio de 1979 – Dynasty Tour

1. "Radioactive"
2. "Move On"
3. "Calling Dr. Love"
4. "Firehouse"
5. "New York Groove"
6. "I Was Made for Lovin' You"
7. "Love Gun"
8. "Tossin' and Turnin'"
9. "God of Thunder"
10. "Shout It Out Loud"
11. "Black Diamond"
12. "Detroit Rock City"
13. "Rock and Roll All Nite"

### Disco bonus 3
- The Ritz Nueva York, NY – 13 de agosto de 1988 – Crazy Nights Tour

1. "Deuce"
2. "Love Gun"
3. "Fits Like a Glove"
4. "Heaven's on Fire"
5. "Cold Gin"
6. "Black Diamond"
7. "Firehouse"
8. "Crazy, Crazy Nights"
9. "Calling Dr. Love"
10. "War Machine"
11. "Tears Are Falling"